# يوان غوفران

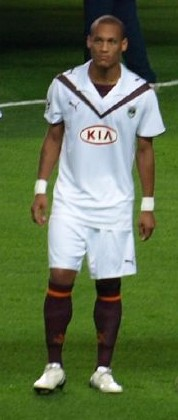
يوان غوفران بقميص نادي بوردو

يوان غوفران (بالفرنسية: Yoan Gouffran)‏ ولد في (25 مايو 1986 في فال دي مارن) لاعب كرة قدم فرنسي ذو أصول جوادالوبية يلعب حاليا لصالح نادي الدرجة الأولى بوردو الفرنسي ومنتخب فرنسا في مركز الجناح الأيمن . .

## المسيرة الرياضية
بدأ غوفران مسيرته الرياضية ناشئا في صفوف نادي ريد ستار ثم انتقل إلى نادي كاين في سنة 2001 . في 20 مايو 2007 حقق غوفران الذي كان يبلغ من العمر وقتها 21 سنة لقب أفضل لاعب بعدما قاد نادي كاين إلى احتلال المركز الثاني وبالتالي الصعود إلى الدرجة الأولى . قرر غوفران الوفاء بوعده لمسئولي النادي بالبقاء في النادي من أجل مساعدته في رحلة البقاء وهو ما حدث حيث ساهم في احتلاله المركز الحادي عشر .

### بوردو
بعد انتهاء الموسم بدأت الشائعات تتحدث عن انضمامه إلى نادي آرسنال أو أحد الأندية الإنجليزية ولكنه قرر البقاء في فرنسا والتوقيع لصالح نادي بوردو في عقد يمتد لأربع سنوات حيث كلف خزينة النادي 6.5 مليون يورو . انضم غوفران رسميا إلى نادي بوردو في 30 يونيو 2008 في نفس اليوم الذي وقع يوان غوركوف على عقد الإعارة الذي ينقله من نادي إيه سي ميلان الإيطالي وزميله في صفوف منتخب فرنسا للشباب تحت 21 سنة . بعد مرور 26 مباراة استطاع غوفران أن يسجل أول هدف لصالح ناديه في مرمى نادي رين في 29 أبريل 2009 حيث ساهم في فوز نادي بوردو بنتيجة 3/2 . في المرحلة الثامنة والثلاثون والأخيرة سجل غوفران هدف المباراة الوحيد في مرمى ناديه السابق كاين لكي يحقق لناديه بطولة دوري الدرجة الأولى وفي نفس الوقت هبوط ناديه السابق إلى الدرجة الثانية .

### المنتخبات
شارك غوفران مع منتخب فرنسا في بطولة كأس الأمم الأوروبية للشباب تحت 21 سنة التي أقيمت في البرتغال 2006 . شارك في تلك البطولة في 4 مباريات مسجلا هدف واحد . بشكل عام شارك غوفران في 22 مباراة دولية مع منتخب فرنسا للشباب تحت 21 سنة مسجلا 3 أهداف . مؤخرا تم استدعائه للمشاركة مع منتخب فرنسا للكبار .

## الألقاب
- دوري الدرجة الأولى : 2008/2009
- كأس الدوري الفرنسي : 2008/2009
- كأس الأبطال الفرنسي : 2008/2009

## روابط خارجية
- يوان غوفران على موقع الاتحاد الدولي (مؤرشف)  (الإنجليزية)
- يوان غوفران على موقع الاتحاد الأوربي (الإنجليزية)
- يوان غوفران على موقع رابطة كرة القدم الفرنسية للمحترفين (الإنجليزية)
- يوان غوفران على موقع إي إس بي إن إف سي (الإنجليزية)
- يوان غوفران على موقع قاعدة بيانات كرة القدم.إي يو (الإنجليزية)
- يوان غوفران على موقع ليكيب (الفرنسية)
- يوان غوفران على موقع Soccerbase.com (لاعب) (الإنجليزية)
- يوان غوفران على موقع Soccerway.com (الإنجليزية)
- يوان غوفران على موقع عالم كرة القدم.نت (الإنجليزية)
- يوان غوفران على موقع كووورة